# Sjukhus

Vägskylt för sjukhus med dygnet runt-öppen akutsjukvård

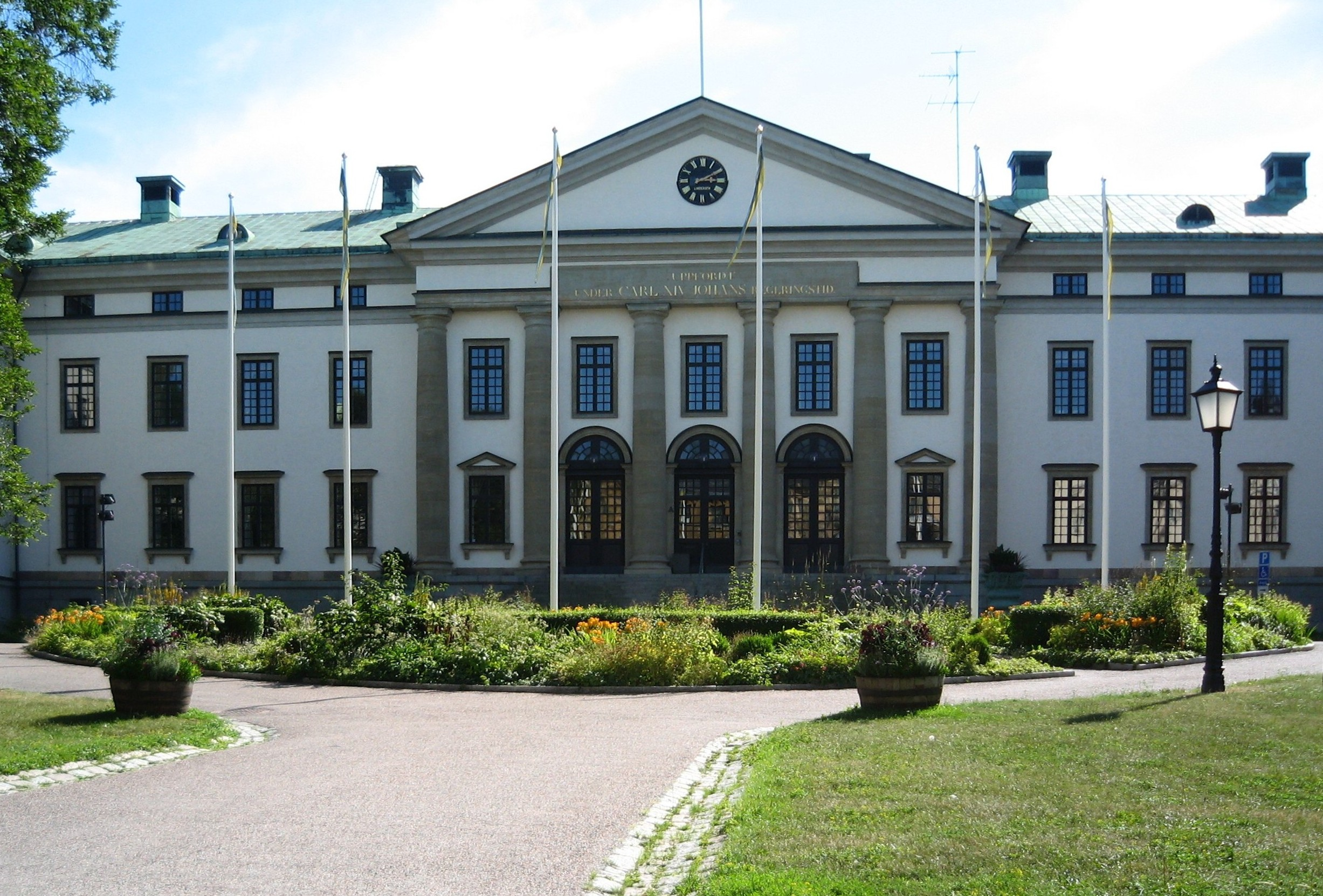
Garnisonssjukhuset i Stockholm

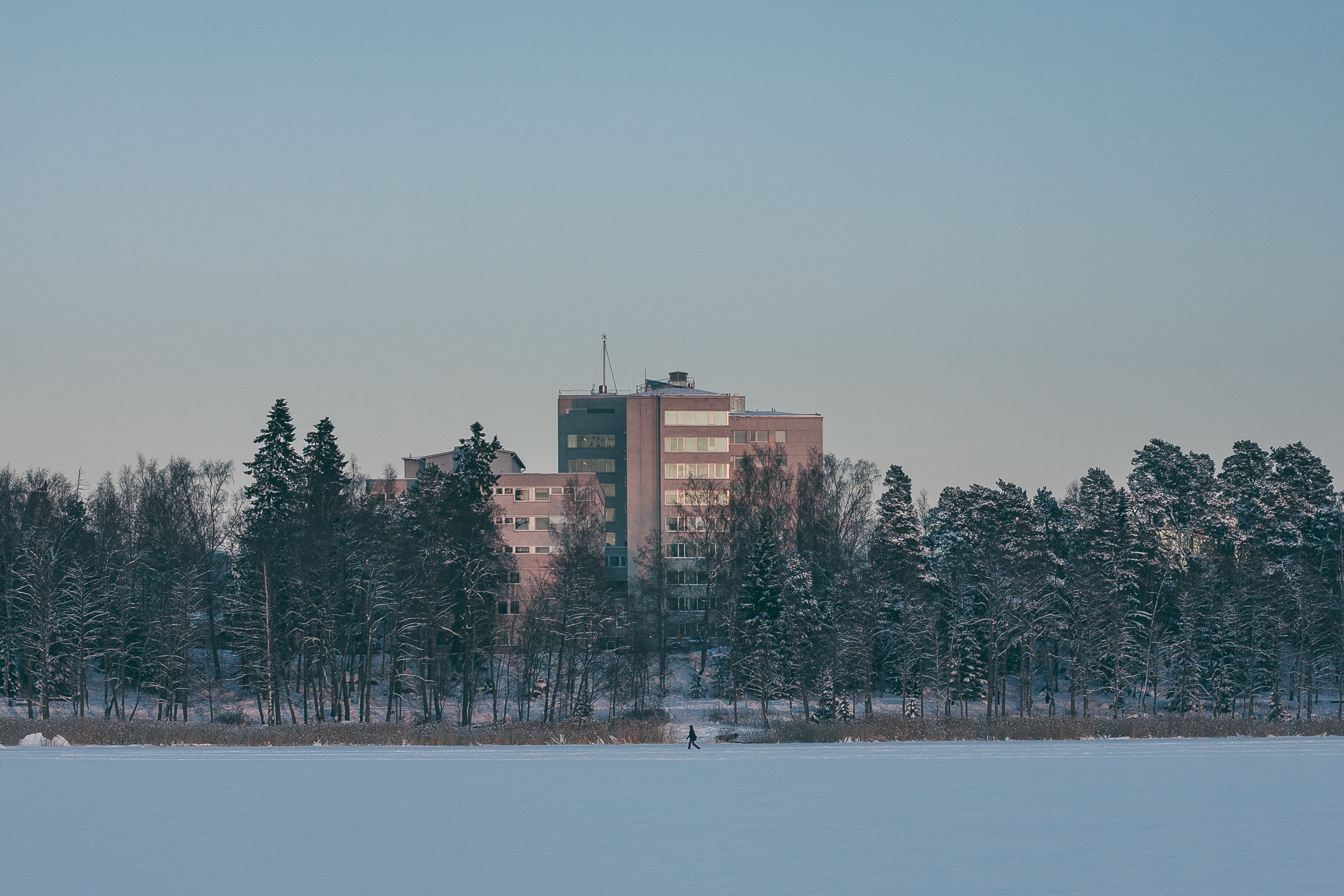
Vasa centralsjukhus i Vasa i Finland.

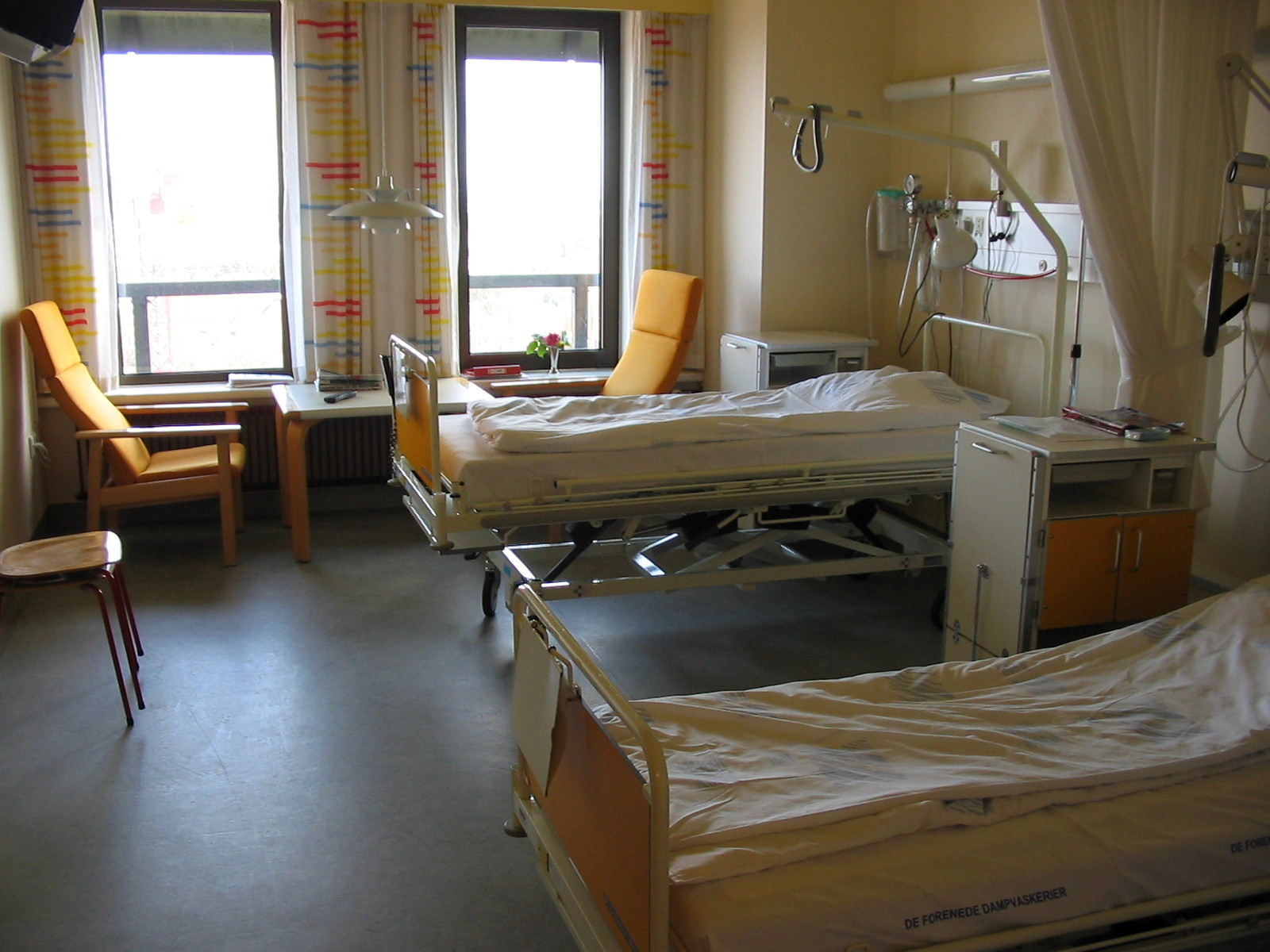
Ett sjukhusrum i Danmark.

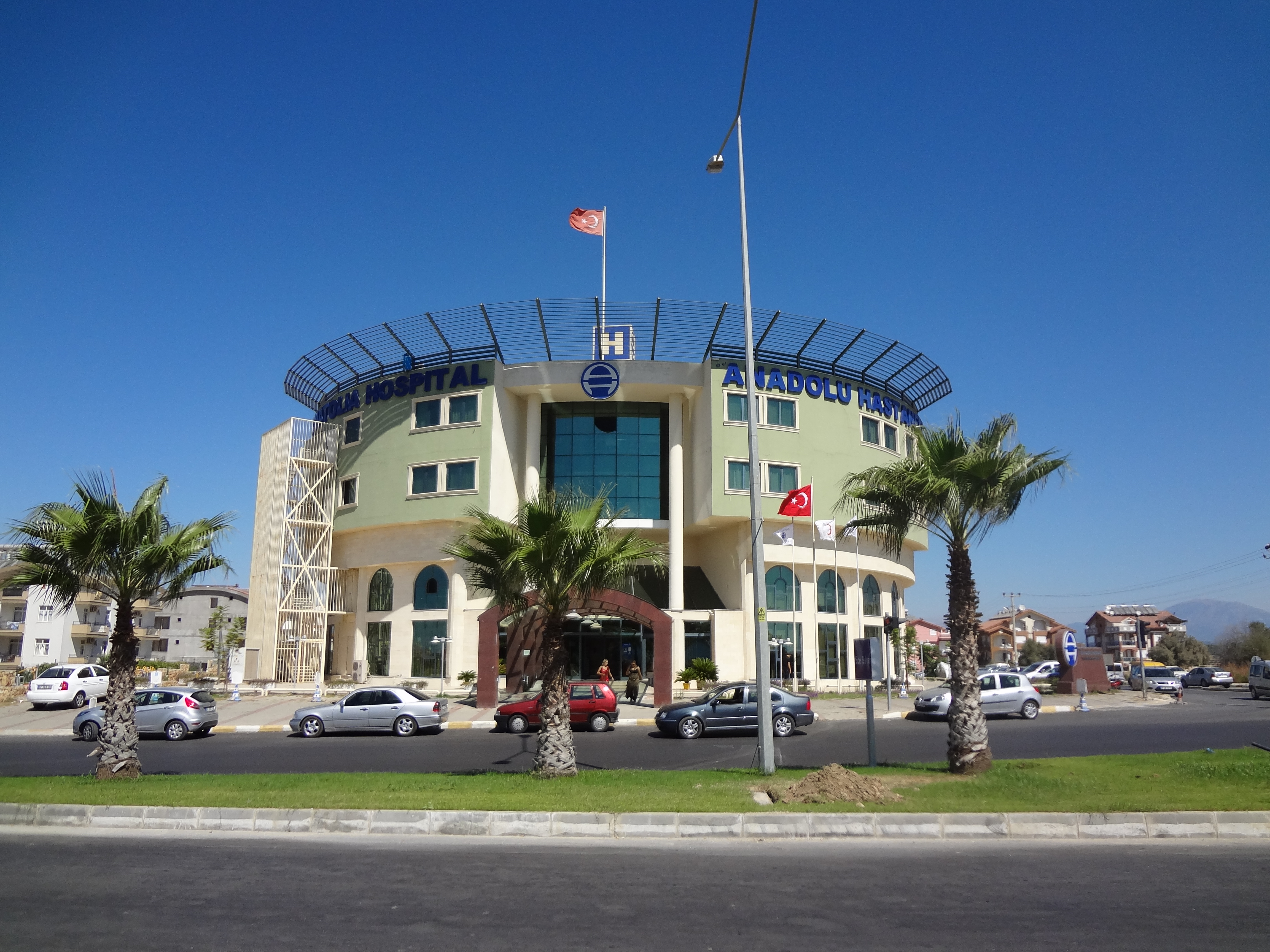
Ett sjukhus i Side i Turkiet.

Ett sjukhus är en inrättning för i första hand sluten vård, det vill säga vård av inneliggande patienter, samt specialiserad öppenvård. Sjukhusen ansvarar således för patienter med sjukdomar eller skador som inte kan utredas eller behandlas inom primärvården. I regel förekommer öppenvård på de kliniker eller på specialistmottagningar som finns representerade vid sjukhuset.
En äldre benämning är lasarett, som i Sverige används synonymt med sjukhus, men som ursprungligen (i Italien) haft betydelsen leprasjukhus eller karantänssjukhus.

## Historik
I forntida kulturer hörde religion och medicin intimt ihop.
De tidigaste dokumenterade institutioner som syftade till att ge botemedel var egyptiska tempel.
I det gamla Grekland fanns tempel tillägnade läkeguden Asklepios. Dessa tempel kallades Asklepeia (grekiska: Ασκληπιεία) och fungerade som centrum för medicinsk rådgivning och healing. Vid dessa helgedomar skulle patienterna komma in i ett drömliknande tillstånd som kallas "enkoimesis" (grekiska: ενκοίμησις) inte olikt anestesi, där de antingen har fått andlig vägledning i en dröm eller lindrades från smärta under kirurgiska ingrepp.. Asklepeia i Epidaurus har tre stora marmorskivor daterade till 350 f.Kr, vilka listar namn på patienter som kom till templet med problem och blev botade där. Ett antal kirurgiska behandlingar anges också, så som öppnandet av buken samt avlägsnande av traumatiska främmande material. Dessa operationer kan sannolikt ha ägt rum med patienten i ett tillstånd av enkoimesis, uppnått med hjälp av sömngivande ämnen såsom opium. Romarna dyrkade Asklepios under namnet Aesculapius. Han var förärad med ett tempel (291 f.Kr.) på en ö i Tibern i Rom, där medicinska ritualer utfördes.
I Persien byggde man tidigt sjukhus. Det första berömda sjukhuset i modern bemärkelse låg i staden Gundishapur i närheten av staden Ahvaz i Iran. Gundishapurakademins medicinska akademi och dess sjukhus grundades på 500-talet e.Kr.

## Sverige
Det finns sju regionsjukhus i Sverige samt omkring 70 läns- och länsdelssjukhus. Det finns flera universitetssjukhus där det bedrivs utbildning och forskning. Sverige har även flera barnsjukhus, bland annat Astrid Lindgrens barnsjukhus, som är en del av Karolinska universitetssjukhuset i Solna, Sachsska barnsjukhuset vid Södersjukhuset i Stockholm, samt Drottning Silvias barn- och ungdomssjukhus i Göteborg.

### Äldre tid
Sveriges tidigaste, klosteranknutna, sjukhus kallades helgeandshus eller hospital och var vanligen en gemensam samlingsplats för fattiga och krymplingar såväl som både psykiskt och somatiskt sjuka av alla slag. Den första egentliga inrättning i Sverige, avsedd uteslutande för botande av sjukdomar, är det 1752 i Stockholm öppnade Kungliga Serafimerordenslasarettet. Begreppet lasarett har sitt ursprung i karantänsstationen Lazzaretto Vecchio utanför Venedig. I Tyskland användes Lazareth i början av 1700-talet om allmänt sjukhus. När man i Sverige skulle inrätta ett rikssjukhus lånades ordet lasarett' från Charité i Berlin.
Inom kort inrättades lasarett även i andra städer, och genom kungliga brev 1765 och 1776 förordnades att länslasarett skulle inrättas över hela riket,  kombination med särskilda kurhusavdelningar. Till dem anslogs bland annat den från 1818 för varje mantalsskriven person utgående kurhusavgiften, som 1873 ersattes av den allmänna sjukvårdsavgiften.
I Sverige har landstingens sjukhus kallats för "länslasarett", medan  övriga sjukvårdsinrättningar  kallades  "sjukhus", till exempel Sabbatsbergs sjukhus i Stockholm, Akademiska sjukhuset i Uppsala, Sahlgrenska sjukhuset i Göteborg och Allmänna sjukhuset i Malmö. I fältläkarreglementet 1808 talas om arméns "sjukhus", inte om dess "lasarett".

### 1800-talet
Överstyrelsen över lasaretten, som först utövades av en överdirektion, sedan av två serafimerriddare, uppdrogs 1787 åt Serafimerordensgillet, men överflyttades 1859 delvis och 1864 helt och hållet på dåvarande Sundhetskollegium, nuvarande Socialstyrelsen. Denna styrelse utövade särskilt genom tid efter annan återkommande inspektioner högsta tillsynen över lasaretten. Den närmaste förvaltningen av dem var anförtrodd åt en särskild direktion för varje lasarett. Läkarvården bestreds av en eller flera lasarettsläkare, som utnämndes av K.M:t.

### 1900-talet
Antalet lasarett (i lasarettsstadgans mening) var vid 1907 års slut 75 med 8 631 sjukplatser; å dessa sjukhus hade under samma år intagits 79 372 patienter; antalet underhållsdagar uppgick till 2 507 104. Dessutom fanns vid samma tid i städer eller på landsbygden 73 mindre sjukhus, sjukstugor med sammanlagt 999 sjukplatser. Utgifterna för sjukvården vid lasaretten uppgick samma år till 7 344 828 kr och vid sjukstugorna till 619 635 kr. Inget län saknade det året lasarett, de flesta hade flera sådana.
Benämningen sjukhus har senare på många håll ersatt benämningen lasarett. Så har exempelvis Stockholms läns centrallasarett i Mörby blivit Danderyds sjukhus medan exempelvis Gotlands akutsjukhus fortfarande heter Visby lasarett.